# Alexander King Sample
Alexander King Sample, född 7 november 1960 i Kalispell, Montana, är en amerikansk ärkebiskop. Han är sedan 2013 ärkebiskop av Portland in Oregon.

## Biografi
Alexander King Sample är son till Alexander och Joyce (född Dory) Sample. Han studerade vid Michigan Technological University innan han påbörjade präststudier vid University of St. Thomas i Saint Paul. Efter att ha studerat vid Josephinum i Columbus i Ohio blev Sample prästvigd den 1 juni 1990. Sample blev licentiat i kanonisk rätt vid Angelicum i Rom år 1996.
I december 2005 utnämndes Sample till biskop av Marquette och biskopsvigdes den 25 januari året därpå av kardinal Adam Maida. År 2013 installerades Sample som ärkebiskop av Portland in Oregon.
År 2017 utgav ärkebiskop Sample en förordning om att aktiva homosexuella samt frånskilda och civilt omgifta katoliker måste ångra sig och omvända sig, innan de kan motta kommunionen.